# Rania al Baz
Rania al Baz (arabo:رانيا الباز; Riyad, 1º gennaio 1975) è una giornalista saudita, nota per essere diventata nel 2001 la prima annunciatrice donna della televisione saudita nonostante l'opposizione dei conservatori religiosi per il suo viso scoperto e l'hijab colorato (piuttosto che nero). Ancora più nota nell'aprile 2004 quando è stata picchiata duramente dal marito Muhammad Bakar Yunus al-Fallatta e ricoverata in ospedale: perse i sensi e il suo volto subì 13 fratture.
Quando furono pubblicate, le fotografie del suo "viso contuso e gonfio" hanno "inviato onde d'urto nel suo paese e in tutto il mondo", secondo il giornalista del The Guardian Ed Vulliamy.

## Biografia
Il 13 aprile 2004 è stata massacrata dal marito, Muhammad Bakar Yunus al-Fallatta, che l'ha sfigurata, in preda alla gelosia (l'uomo, con ambizioni da cantante, era anche disoccupato da 3 anni).
Secondo Al-Baz, suo marito la picchiò dopo che lei rispose al telefono senza il suo permesso. Le disse che sarebbe morta e, dopo averla picchiata e averle sbattuto ripetutamente la faccia contro il pavimento di marmo, mise il suo corpo nel bagagliaio della sua auto. Quando si svegliò e iniziò a gemere, lui la lasciò in un ospedale privato. Sulla sua terribile esperienza  ha scritto anche un libro, Disfigured: A Saudi Woman's Story of Triumph Over Violence, per lottare per i diritti delle donne arabe, senza però rinunciare alla propria religione:
Arab News la definì "una pioniera" e la sua decisione di raccontare pubblicamente ciò che le era accaduto "una sensazione in questa società privata". Secondo Vulliamy, la sua storia ha "sfidato radicalmente la cultura del silenzio" in Arabia Saudita "sulla violenza contro le donne".  Rania ha deciso di perdonare suo marito, che se l'è cavata con soli 3 mesi di prigione (rischiava 10 anni e 300 frustate in pubblico), pena poi ridotta della metà "dopo che Baz lo ha pubblicamente graziato e ha rinunciato a una causa di risarcimento" per non traumatizzare i figli e, soprattutto, ottenerne la custodia (che, altrimenti, avrebbe perso al compimento del loro ottavo anno). Secondo Vulliamy, la sua storia ha "sfidato radicalmente la cultura del silenzio" in Arabia Saudita "sulla violenza contro le donne". Baz poi divorziò dal marito e ottenne la custodia dei suoi figli. 
Dopo il pestaggio e la guarigione, al-Baz ha lavorato per Al Arabiya e per il canale libanese Future Television. È stata nuovamente criticata per essere apparsa in programmi televisivi stranieri senza il velo e per aver presumibilmente criticato l'Arabia Saudita.
Il 26 agosto 2013 è stata promulgata una legge che rende la violenza domestica un "reato penale punibile con un anno di carcere e una multa fino a 13.300 dollari". Secondo Thomas Lippman, l'approvazione della legge è stata provocata dal pestaggio e dalle foto che "hanno costretto a portare nell'arena del dibattito pubblico un argomento che era stato a lungo tenuto nascosto".